# Racimo de metralla

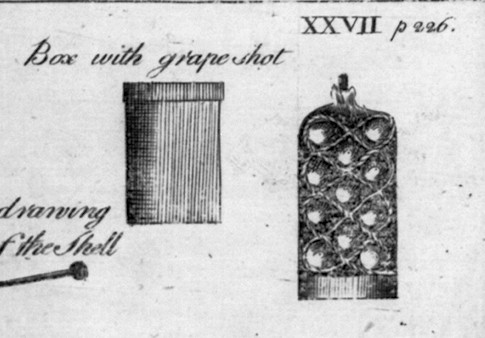
Detalle de un racimo de metralla en un bosquejo de municiones de artillería de la guerra de Independencia de los Estados Unidos.

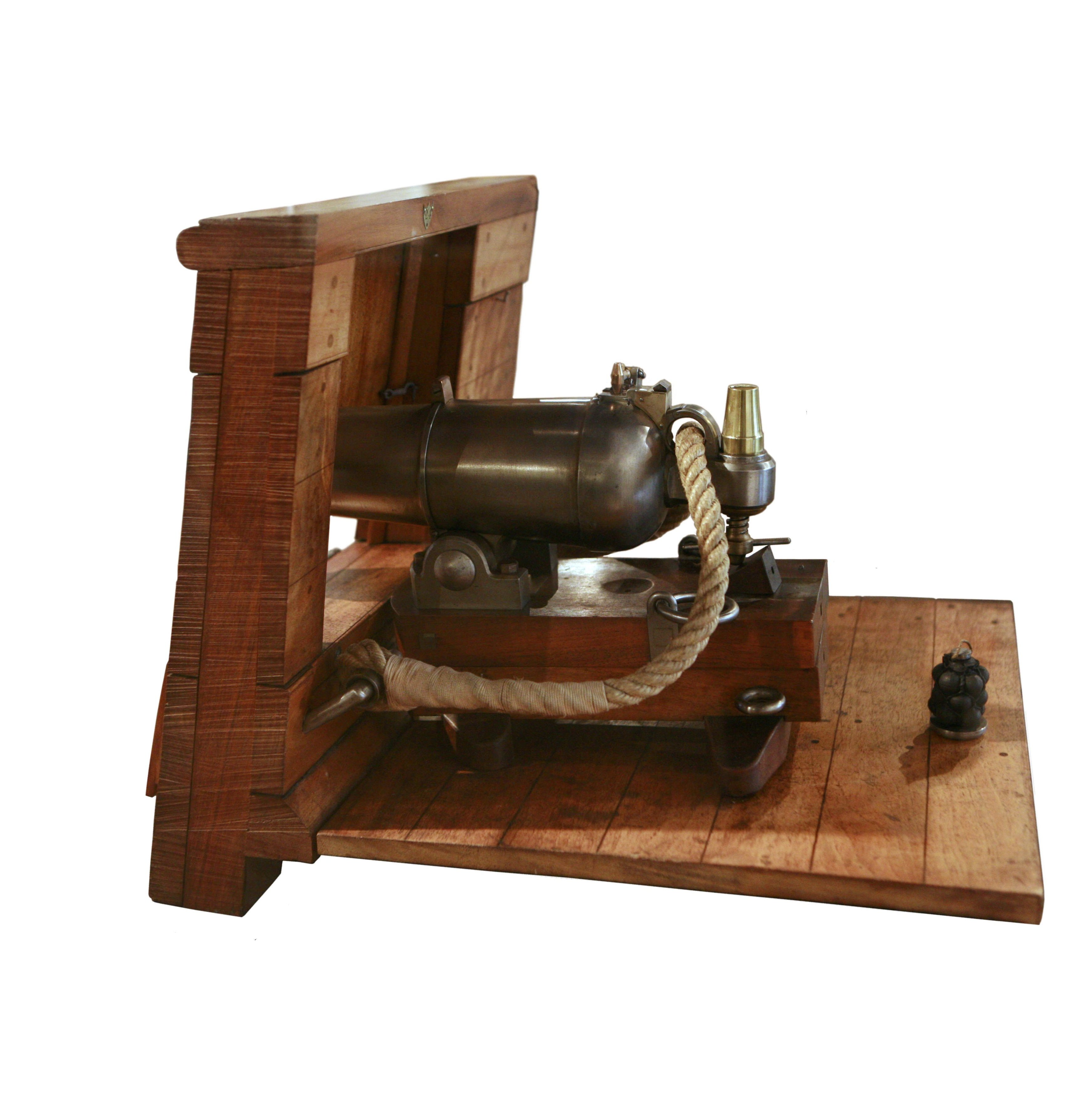
Modelo de una carronada junto a un racimo de metralla.

El racimo de metralla es un tipo de munición de artillería que no es maciza, sino una masa de pequeñas esferas metálicas o balas empacadas compactamente dentro de un saco de lona. El racimo de metralla fue empleado tanto en tierra como en el mar. Al ser ensamblado, las balas parecen un racimo de uvas, de ahí el nombre de la munición. Al ser disparado el racimo, las balas se esparcen desde la boca del cañón, produciendo un efecto de escopeta gigante.
El racimo de metralla era devastadoramente efectivo contra infantería agrupada a corta distancia. Era empleado para repeler con rapidez cargas frontales de infantería. Los cañones dispararían balas macizas para atacar artillería y tropas enemigas a largo alcance, cambiando al racimo de metralla para defenderse o apoyar a sus tropas. Cuando era empleado en guerra naval, el racimo de metralla tenía un doble propósito. En primer lugar, seguía siendo una munición antipersona. Sin embargo, su efecto era reducido por el hecho que la mayor parte de la tripulación se hallaba bajo cubierta y la instalación de hamacas enrolladas sobre soportes de hierro reducía la velocidad o detenía los proyectiles más pequeños. En segundo lugar, las balas eran fundidas con un tamaño suficiente para cortar aparejos, destruir pértigas y mástiles, así como perforar múltiples velas.
El bote de metralla llevaba sus balas dentro de un contenedor de estaño o latón, posiblemente guiado por un taco de madera. Las balas del bote de metralla no tenían la potencia suficiente para atravesar el casco de madera de un navío, ya que eran más pequeñas y numerosas. El posterior shrapnel era parecido, pero tenía un mayor alcance.
La granalla es una forma improvisada del racimo del metralla, que emplea eslabones de cadena, clavos, trozos de vidrio, piedras y otros objetos similares como balas. Aunque es más barata de producir, es menos efectiva que el racimo de metralla debido a la falta de uniformidad en sus proyectiles, masa, forma y propiedades balísticas.
Las minas Claymore, compuestas por un contenedor lleno de esferas de rodamiento o eslabones de cinta de ametralladora y explosivo, dispuestas para detonar en cadena y defender una dirección, son frecuentemente llamadas "racimo de metralla".   

## Su empleo en conflictos

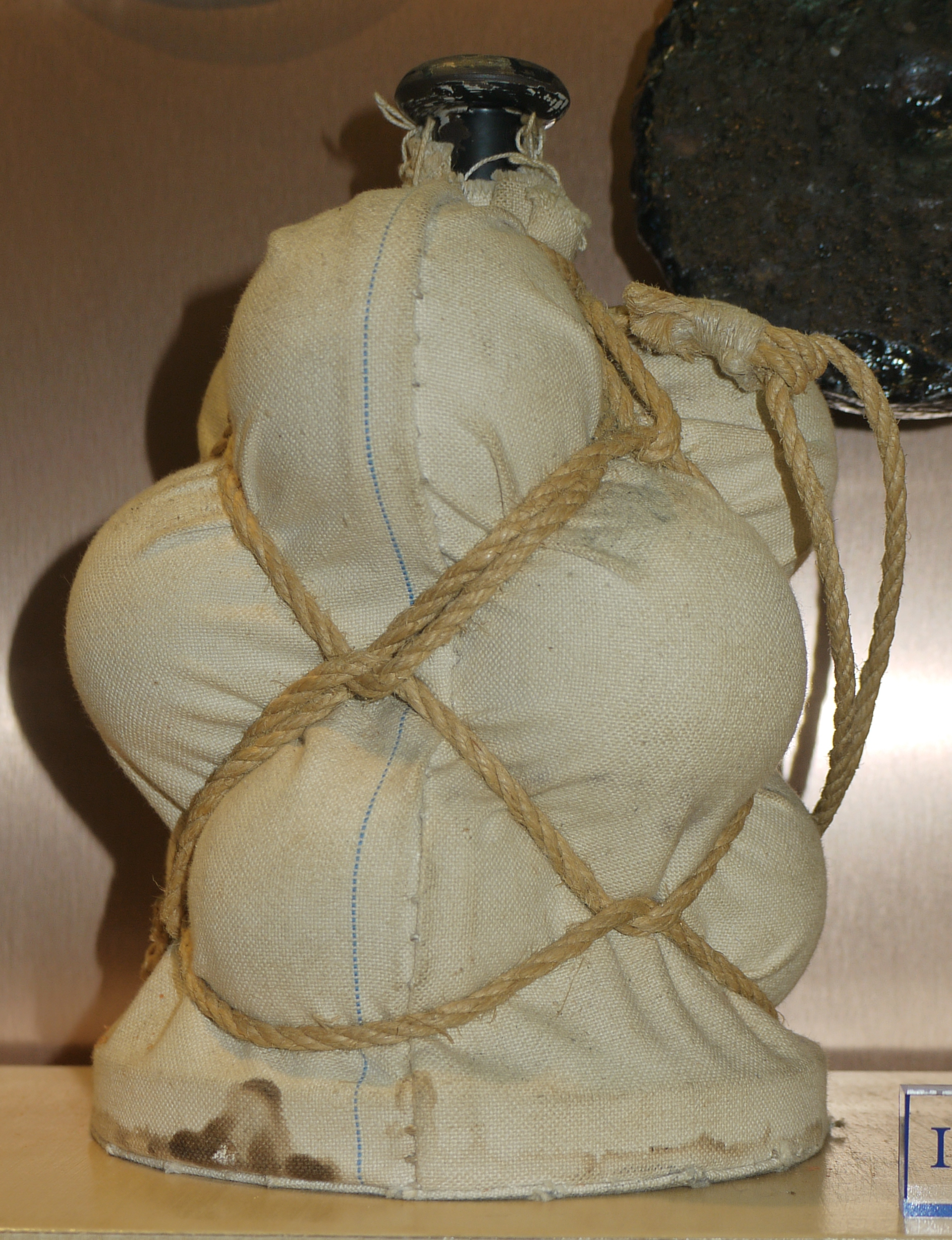
Un racimo de metralla.

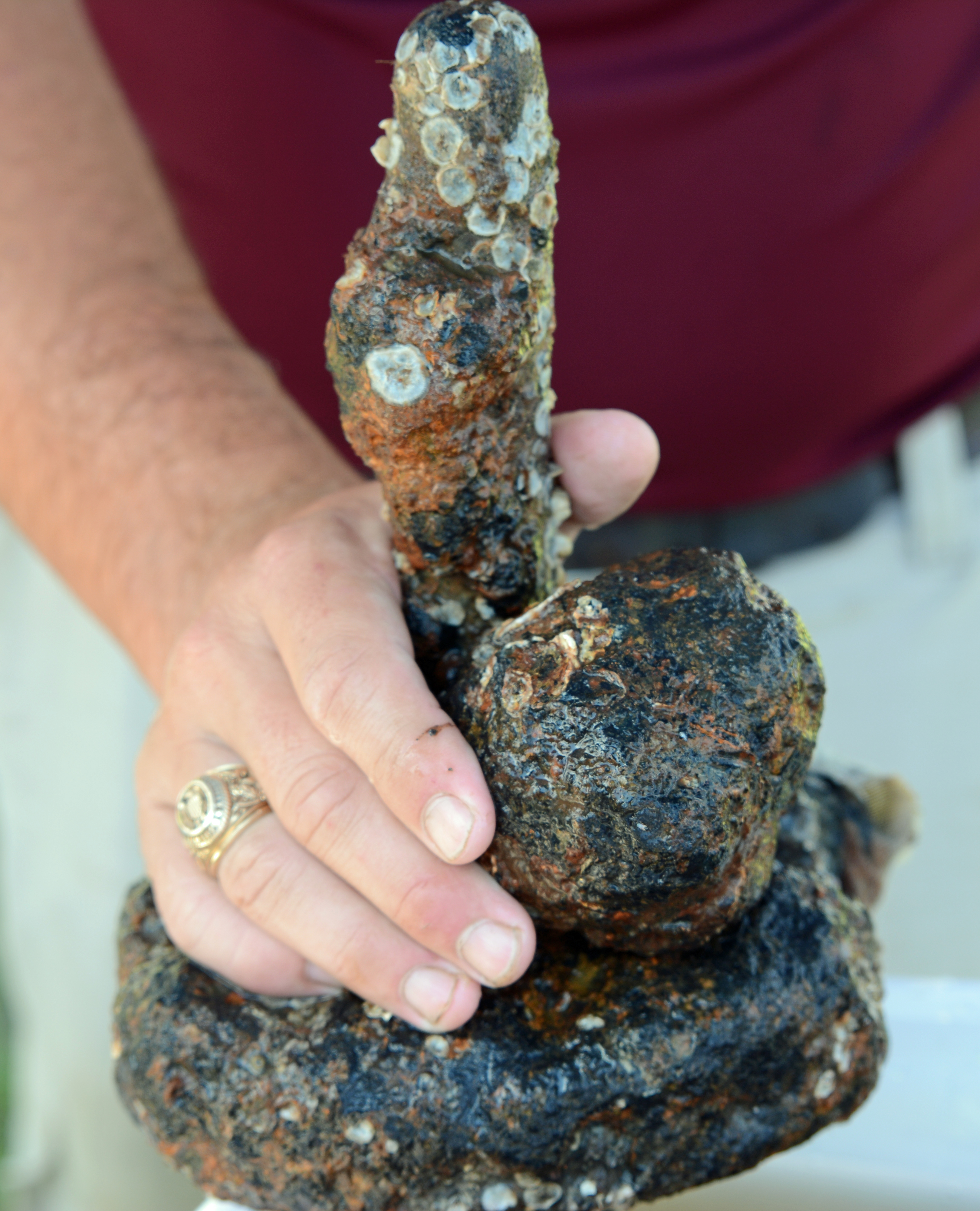
Una pequeña bola de cañón y el soporte de un racimo de metralla, recuperados del CSS Georgia en 2015.

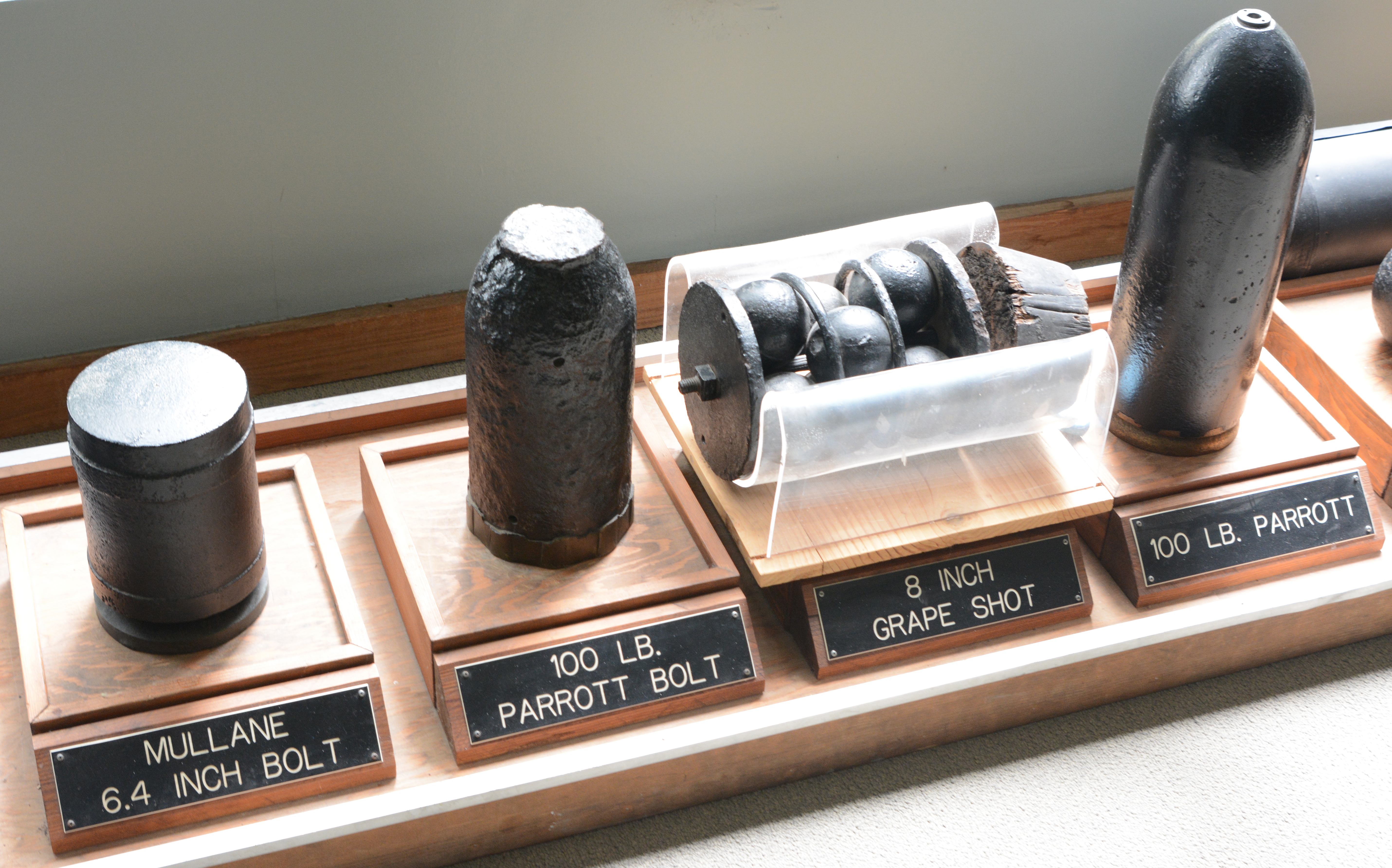
Municiones en Fort McAllister, con un racimo de metralla (tercero desde la izquierda).

Los conflictos en donde se empleó el racimo de metralla fueron:
- Las guerras husitas - se emplearon racimos de metralla en cañones y cañones de mano (píšťala).
- El famoso pirata Bartholomew Roberts (popularmente conocido como "Bart el Negro") fue muerto por un racimo de metralla disparado desde el HMS Swallow el 10 de febrero de 1722.
- La batalla de Culloden: Los jacobitas al mando de Carlos Eduardo Estuardo contra las tropas británicas del Duque de Cumberland.
- La batalla de las Llanuras de Abraham: El Marqués Louis-Joseph de Montcalm fue herido de muerte en el ábdomen por un racimo de metralla.
- Kazimierz Pułaski fue herido por un racimo de metralla y murió en el sitio de Savannah, durante la guerra de Independencia de los Estados Unidos.
- Batalla del Juzgado de Guilford: Cornwalis ordenó disparar dos racimos de metralla en medio de un campo donde se enfrentaban cuerpo a cuerpo las tropas británicas y el Ejército Continental.
- 13 Vendimiario: Napoleón Bonaparte, en ese entonces un Brigadier General durante las últimas etapas de la Revolución francesa, se hizo famoso al dispersar una turba realista en las calles de París con una "pizca de racimo de metralla" el 5 de octubre de 1795. Fue recompensado con el mando del Ejército de Italia en 1796 y las victorias obtenidas en las batallas de Lodi, Castiglione, Arcole y Rivoli, impulsaron sus ambiciones militares y políticas.
- Durante la Revolución haitiana, las tropas francesas emplearon racimos de metralla contra las tropas de Toussaint Louverture.
- Durante la Rebelión irlandesa de 1798, el racimo de metralla fue ampliamente utilizado por las fuerzas británicas contra los rebeldes irlandeses, especialmente en las batallas de New Ross, Arklow, Saintfield y Vinegar Hill.
- La batalla de Borodino: Las tropas de Mihail Kutuzov contra las tropas de Napoleón Bonaparte.
- El comandante británico sir Edward Pakenham fue herido de muerte por un racimo de metralla disparado desde los parapetos de tierra, mientras cabalgaba en la batalla de Nueva Orleans.
- En la batalla de Waterloo, Henry Paget fue herido en una pierna por un racimo de metralla francés y se la amputaron. Fue nombrado Conde de Uxbridge por el valor y las heridas recibidas en batalla.
- En la novela Los Miserables de Victor Hugo, el racimo de metralla fue la munición empleada en París contra las barricadas de la insurrección de 1832.
- Durante la batalla de Buena Vista, el General Zachary Taylor empleó una carga doble de racimo de metralla en sus cañones para derrotar al numéricamente superior ejército mexicano al mando de Santa Anna. Su famosa orden "carguen dos veces sus cañones y denles con todo" fue el lema de su campaña electoral que le hizo ganar la Presidencia.
- Batalla de Kalauao: John Kendrick murió accidentalmente, cuando el navío británico Jackal saludó a su navío con una salva de trece cañonazos: uno de sus cañones estaba cargado con un racimo de metralla.
- A pesar de que no se tenían los recursos necesarios para fabricar racimos de metralla, en la guerra de Independencia de los Estados Unidos se cargaba chatarra menuda en los cañones. Este método se llama granalla.